# Juan Pérez (pallamanista)
Juan Pérez Márquez, detto Juancho (Badajoz, 3 gennaio 1974), è un ex pallamanista spagnolo.

## Palmarès

### Olimpiadi
- 2 medaglie:
  - 2 bronzi (Atlanta 1996; Sydney 2000)